# З̌
З̌, з̌(제 워시 케러)은 키릴 문자의 일종이다. 